# Karla Drenner
Karla Drenner (* 10. September 1961 in Charleston, West Virginia) ist eine US-amerikanische Politikerin.

## Leben
Drenner erreichte einen Bachelor of Science am West Virginia State College, einen MBA am Fontbonne College, einen Master of Science an der Southern Illinois University und einen PhD an der La Salle University.
Nach ihrem Studium erhielt sie eine Anstellung als Hochschullehrerin an der DeVry University, wo sie unter anderem Umweltwissenschaften lehrt.
Drenner ist seit dem 8. Januar 2001 Abgeordnete im Repräsentantenhaus von Georgia für den 86. Distrikt im DeKalb County als Nachfolgerin von June Hegstrom. Sie ist Mitglied in der Demokratischen Partei.
Drenner lebt offen homosexuell in Avondale Estates, Georgia.